# Staffan de Mistura
Staffan de Mistura (Stoccolma, 25 gennaio 1947) è un diplomatico, politico e funzionario svedese naturalizzato italiano.
È stato rappresentante speciale delle Nazioni Unite per l'Iraq dal 2007 al 2009, rappresentante speciale per l'Afghanistan nel 2010 e inviato speciale per la Siria dal 2014 al 2018. Dal 2011 al 2013 ha ricoperto cariche politiche nel governo Monti presso il Ministero degli affari esteri e della cooperazione internazionale, sia come sottosegretario di Stato che come viceministro. 
Poliglotta, oltre a italiano e svedese, sue lingue madri, parla correntemente inglese, francese, tedesco, spagnolo e arabo.

## Biografia
De Mistura è nato a Stoccolma nel 1947, da madre svedese e padre esule dalmata, appartenente alla nobiltà austro-ungarica di nazionalità italiana, originario di Sebenico, Croazia, e rifugiato in Svezia. È cresciuto in Italia, tra Capri e Roma.
Dopo la laurea in scienze politiche all'Università degli Studi di Roma "La Sapienza" è entrato nelle Nazioni Unite come funzionario internazionale nei primi anni del 1970, dove è inviato a Cipro per conto del Programma alimentare mondiale.
Dopo una lunga carriera in varie agenzie dell'ONU, nel settembre 2007 de Mistura è nominato rappresentante speciale delle Nazioni Unite per l'Iraq, nel luglio 2009 è nominato vicedirettore per le relazioni esterne del Programma alimentare mondiale a Roma, e nel marzo 2010 è nominato rappresentante speciale delle Nazioni Unite per l'Afghanistan.
Nel novembre 2011 è nominato sottosegretario di Stato al Ministero degli affari esteri e della cooperazione internazionale sotto il governo Monti, e nel marzo 2013 è promosso alla carica di viceministro. Nel maggio 2013 è nominato inviato speciale d'Italia in India per risolvere il caso dei marò sotto il governo Letta.
Nel 2013 è nominato console onorario di Svezia a Capri e nel 2014 presidente dell'Istituto europeo per la pace a Bruxelles.
Nel luglio 2014 il segretario generale dell'ONU Ban Ki-moon ha nominato de Mistura inviato speciale delle Nazioni Unite per la Siria, incarico da cui si è dimesso nell'ottobre 2018.
Nel settembre 2021, il Marocco ha accettato la nomina di Staffan de Mistura, inviato personale delle Nazioni Unite nel Sahara Occidentale.